# Người Sắt
Iron Man (tên thật là Tony Stark) là một siêu anh hùng hư cấu xuất hiện trong truyện tranh của Mỹ được xuất bản bởi Marvel Comics, cũng như các phương tiện truyền thông liên quan. Nhân vật này đã được sáng tác bởi nhà văn - nhà biên tập Stan Lee, được phát triển bởi Larry Lieber, và được thiết kế bởi họa sĩ Don Heck và Jack Kirby. Nhân vật xuất hiện lần đầu tiên trong truyện tranh Tales of Suspense # 39 (tháng 3 năm 1963).
Anh được miêu tả là một tỉ phú người Mỹ, một ông trùm ngành công nghiệp, một kĩ sư thiên tài, Tony bị chấn thương ngực nặng trong một vụ bắt cóc, bị những kẻ bắt cóc ép buộc chế tạo cho chúng một loại vũ khí hủy diệt hàng loạt. Nhưng thay vào đó, anh tự tay tạo ra một bộ áo giáp để cứu sống bản thân và thoát khỏi sự giam cầm. Lấy cảm hứng từ đó, anh nâng cấp bộ giáp mình đến một mức tối tân và phi thường hơn thông qua công ty của mình, Stark Industries. Anh sử dụng bộ giáp của mình để bảo vệ thế giới với tên gọi là Iron Man.
Ban đầu, nhân vật này là phương tiện để Stan Lee đề cập đến chủ đề liên quan tới Chiến tranh Lạnh, đặc biệt là về vai trò của ngành công nghệ và kinh doanh của Mỹ trong cuộc chiến chống lại chủ nghĩa cộng sản. Sau đó tác giả lấy nhân vật để đề cập sang các vấn đề về các tổ chức tội phạm và khủng bố.
Trong suốt chiều dài lịch sử xuất bản của nhân vật, Iron Man đã từng là một thành viên sáng lập của nhóm siêu anh hùng Avengers và xuất hiện trong các loạt truyện tranh khác của mình.
Nhân vật được nhập vai bởi diễn viên Robert Downey Jr, đem lại một thành công rực rỡ cho phòng vé, góp phần mở ra hẳn một kỉ nguyên mới về đề tài siêu anh hùng trong điện ảnh Mỹ.

## Lịch sử xuất bản

### Công chiếu
Buổi ra mắt của Iron Man's Marvel Comics trong Tales of Suspense #39 (tháng 3 năm 1963) là sự hợp tác giữa biên tập viên kiêm người viết truyện Stan Lee, người viết kịch bản Larry Lieber, người viết truyện Don Heck, và người vẽ trang bìa kiêm thiết kế nhân vật Jack Kirby. Năm 1963, Lee đã thử thách với ý tưởng về một siêu anh hùng doanh nhân. Ông muốn tạo ra "nhà tư bản tinh túy", một nhân vật đi ngược lại tinh thần của thời đại và lượng độc giả của Marvel. Lee nói:
Tôi nghĩ rằng mình đã tự đánh liều. Đó là thời đỉnh cao của Chiến tranh Lạnh. Độc giả, những độc giả trẻ, nếu có một thứ họ chán ghét, thì đó là chiến tranh, là quân đội... Vì vậy, tôi đã giới thiệu một anh hùng đại diện cho điều đó với sức nóng cả trăm độ. Anh ấy là một nhà sản xuất vũ khí, cung cấp chúng cho Quân đội, anh ấy giàu có, và là một nhà công nghiệp... Tôi nghĩ sẽ rất vui nếu chọn một kiểu nhân vật mà không ai thích, không ai trong số độc giả thích cả, nhồi nhét anh ta “sâu tận trong cổ họng” độc giả, làm họ phải thích anh ta... Rồi anh ta trở nên rất nổi tiếng. 
Ông đặt mục tiêu biến nhân vật mới thành một người đàn ông giàu có, quyến rũ, nhưng là một người có một bí mật bệnh hoạn và hành hạ anh ta. Nhà văn Gerry Conway nói, "Ở đây bạn có một nhân vật, người bên ngoài là bất khả xâm phạm, không thể bị đánh bại, nhưng bên trong là một nhân vật bị tổn thương. Stan đã thể hiện điều này như “một vết thương hở”, bạn biết đấy, trái tim anh ấy đã tan nát, tan vỡ theo nghĩa đen. Nhưng đó là một phép ẩn dụ. Và tôi nghĩ, điều đó đã khiến nhân vật trở nên thú vị." Lee dựa trên ngoại hình và tính cách của tay chơi Howard Hughes, ông giải thích, "Howard Hughes là một trong những người đàn ông đầy màu sắc nhất trong thời đại của chúng ta. Anh ấy là một nhà phát minh, một nhà thám hiểm, một tỷ phú đa tài, một quý bà và cuối cùng là một người đam mê ăn uống."  “Không hề điên rồ, anh ấy chính là Howard Hughes,” Lee nói. 
Trong khi Lee dự định tự viết câu chuyện, thời hạn gấp gáp cuối cùng buộc ông phải giao bản phát hành sớm cho Lieber, người đã chắp bút cho câu chuyện. Kirby và Heck đã phân chia công việc nghệ thuật. "Anh ấy thiết kế trang phục," Heck nói về Kirby, "bởi vì anh ấy đang làm trang bìa. Trang bìa luôn được thực hiện trước. Nhưng tôi đã tạo ra diện mạo của các nhân vật, như Tony Stark và thư ký Pepper Potts của anh ấy." Trong một cuộc phỏng vấn năm 1990, khi được hỏi “liệu anh ấy có một hình mẫu cụ thể cho Tony Stark và các nhân vật khác không?", Heck trả lời "Không, tôi sẽ suy nghĩ nhiều hơn về một số nhân vật mà tôi thích, đó sẽ là cùng loại nhân vật mà Alex Toth thích" Iron Man lần đầu tiên xuất hiện trong những câu chuyện dài từ 13 đến 18 trang trong Tales of Suspense, trong đó có tuyển tập khoa học viễn tưởng và những câu chuyện siêu nhiên. Trang phục ban đầu của nhân vật là một bộ giáp màu xám cồng kềnh, được thay thế bằng phiên bản vàng trong câu chuyện thứ hai (số 40 tháng 4 năm 1963). Nó được thiết kế lại thành bộ giáp đỏ và vàng đẹp hơn trong số 48 (tháng 12 năm 1963) bởi nghệ sĩ nội thất của số báo đó, Steve Ditko, mặc dù Kirby đã vẽ nó trên trang bìa. Như Heck nhớ lại vào năm 1985, "[T] trang phục thứ hai của anh ấy, màu đỏ và vàng, được thiết kế bởi Steve Ditko. Tôi thấy nó dễ dàng hơn so với việc vẽ cái cũ cồng kềnh. Thiết kế trước đó, thiết kế trông giống robot, giống Kirbyish hơn. " 
Trong buổi ra mắt, Iron Man là một anh hùng chống Cộng, đánh bại nhiều đặc vụ Việt Nam. Lee sau đó đã hối hận về sự tập trung sớm này.  Xuyên suốt bộ truyện tranh của nhân vật , tiến bộ công nghệ và bảo vệ quốc gia là chủ đề thường xuyên đối với Người Sắt, nhưng các vấn đề sau đó đã phát triển Stark thành một nhân vật phức tạp và dễ bị tổn thương hơn khi họ miêu tả cuộc chiến của anh với chứng nghiện rượu (như trong "Ác ma cốt truyện trong một cái chai ") và những khó khăn cá nhân khác.
Từ số 59 (tháng 11 năm 1964) đến số cuối cùng số 99 (tháng 3 năm 1968), các câu chuyện dự phòng khoa học viễn tưởng hợp tuyển trong Tales of Suspense đã được thay thế bằng một phim có sự tham gia của siêu anh hùng Captain America. Lee và Heck đã giới thiệu một số đối thủ cho nhân vật bao gồm tiếng Quan thoại trong số 50 (tháng 2 năm 1964), Góa phụ đen trong số 52 (tháng 4 năm 1964) và Hawkeye năm số sau đó. 
Lee nói rằng "trong số tất cả các truyện tranh mà chúng tôi đã xuất bản tại Marvel, chúng tôi nhận được nhiều thư của người hâm mộ dành cho Iron Man từ phụ nữ, từ nữ giới, hơn bất kỳ tựa nào khác... Chúng tôi không nhận được nhiều thư của người hâm mộ từ các cô gái, nhưng bất cứ khi nào chúng tôi làm vậy, bức thư thường được gửi cho Người Sắt. " 
Lee và Kirby đã đưa Người Sắt vào tập The Avengers #1 (tháng 9 năm 1963) với tư cách là thành viên sáng lập của đội Siêu anh hùng. Nhân vật kể từ đó đã xuất hiện trong mọi tập tiếp theo của bộ truyện.
Các nhà văn đã cập nhật cuộc chiến và địa điểm mà Stark bị thương. Trong câu chuyện gốc năm 1963, đó là Chiến tranh Việt Nam. Trong những năm 1990, nó được cập nhật là Chiến tranh vùng Vịnh đầu tiên, và vào những năm 2000 được cập nhật lại thành cuộc chiến ở Afghanistan. Thời gian của Stark với nhà khoa học đoạt giải Nobel Châu Á Ho Yinsen nhất quán qua hầu hết các hóa thân có nguồn gốc từ Người Sắt, mô tả Stark và Yinsen cùng nhau chế tạo bộ giáp ban đầu. Một ngoại lệ là bộ phim hoạt hình trực tiếp ra đĩa DVD Người sắt bất khả chiến bại, trong đó bộ giáp mà Stark sử dụng để thoát khỏi những kẻ bắt giữ mình không phải là bộ đồ Iron Man đầu tiên.

#### Chủ đề
Tiêu đề Iron Man ban đầu khám phá chủ đề Chiến tranh Lạnh, cũng như các dự án khác của Stan Lee trong những năm đầu của Marvel Comics. Trong đó The Fantastic Four và The Incredible Hulk lần lượt tập trung vào các phản ứng của chính phủ và nội địa Mỹ đối với mối đe dọa từ Cộng sản, Iron Man khám phá vai trò của ngành trong cuộc đấu tranh. Người mẫu ngoài đời thực của Tony Stark, Howard Hughes, là một nhà thầu quốc phòng quan trọng, người đã phát triển các công nghệ vũ khí mới. Hughes là một biểu tượng của chủ nghĩa cá nhân Mỹ và gánh nặng của sự nổi tiếng. 
Nhà sử học Robert Genter, trên Tạp chí Văn hóa Đại chúng, viết rằng Tony Stark đặc biệt trình bày một bức chân dung lý tưởng của nhà phát minh người Mỹ. Nơi mà những thập kỷ trước chứng kiến những đổi mới công nghệ quan trọng đến từ những cá nhân nổi tiếng (ví dụ như Nikola Tesla, Thomas Edison, Alexander Graham Bell, anh em nhà Wright), thì những năm 1960 chứng kiến những công nghệ mới (bao gồm cả vũ khí) được phát triển chủ yếu bởi các nhóm nghiên cứu của các tập đoàn. Kết quả là, vẫn còn rất ít chỗ cho nhà phát minh muốn có công và quyền kiểm soát kinh tế và sáng tạo đối với các sáng tạo của chính họ.
Các vấn đề về quyền tự chủ của doanh nhân, sự giám sát của chính phủ đối với nghiên cứu và lòng trung thành tuyệt đối được thể hiện rất rõ trong những câu chuyện về Người Sắt thời kỳ đầu — những vấn đề tương tự ảnh hưởng đến các nhà khoa học và kỹ sư Mỹ thời đó. Tony Stark, Genter viết, là một nhà phát minh tìm thấy động cơ trong tính toán của mình với tư cách là một cá nhân sáng tạo tự chủ. Điều này được tượng trưng bởi vết thương ở ngực của anh ta, bị gây ra vào thời điểm anh ta bị buộc phải phát minh ra những thứ cho mục đích của người khác, thay vì chỉ của mình. Đối với Genter, việc biến thành Người Sắt đại diện cho nỗ lực của Stark giành lại quyền tự chủ, nhân quyền. Genter viết, việc theo đuổi phụ nữ trên giường hoặc trong trận chiến của nhân vật này cũng đại diện cho một khía cạnh khác của nỗ lực này. Mô hình này tương đồng với các tác phẩm hư cấu nổi tiếng khác thập niên 1960 của các tác giả như "Ian Fleming (người tạo ra James Bond), Mickey Spillane (Mike Hammer) và Norman Mailer, người đã biến tình dục không kiểm soát thành một hình thức xác thực bản thân." 

### Loạt truyện solo
Sau số 99 (tháng 3 năm 1968), loạt phim Tales of Suspense được đổi tên thành Captain America . Một câu chuyện về Người Sắt xuất hiện trong truyện tranh một cảnh Iron Man and Sub-Mariner (tháng 4 năm 1968), trước khi "Golden Avenger"  ra mắt solo với Iron Man # 1 (tháng 5 năm 1968).  Dấu hiệu của loạt phim mang lại tên bản quyền cho nó là Người sắt, trong khi biểu trưng trang bìa đã đăng ký nhãn hiệu của hầu hết các số báo là Người sắt bất khả chiến bại.
Loạt đầu tiên này đã kết thúc với số 332 (tháng 9 năm 1996). Jim Lee , Scott Lobdell và Jeph Loeb là tác giả của tập hai của bộ truyện được vẽ chủ yếu bởi Whilce Portacio và Ryan Benjamin . Tập này diễn ra trong một vũ trụ song song  và chạy 13 vấn đề (tháng 11 năm 1996 - tháng 11 năm 1997).  Tập 3, có 25 số đầu tiên được viết bởi Kurt Busiek  và sau đó là Busiek và Roger Stern , đã phát hành 89 số (tháng 2 năm 1998 - tháng 12 năm 2004). Các tác giả sau này bao gồm Joe Quesada , Frank Tieri ,Mike Grell và John Jackson Miller . Số 41 (tháng 6 năm 2001) được đánh số bổ sung là # 386, phản ánh việc bắt đầu đánh số kép bắt đầu từ số ra mắt của tập một vào năm 1968. Số cuối cùng được đánh số kép là # 434.  Loạt phim Người Sắt tiếp theo, Người Sắt vol. 4, ra mắt vào đầu năm 2005 với cốt truyện " Extremis " do Warren Ellis viết , với nghệ sĩ Adi Granov .  Nó chạy 35 số (tháng 1 năm 2005 - tháng 1 năm 2009), với logo bìa đơn giản là Iron Man bắt đầu với số 13, và Iron Man: Director of SHIELD, bắt đầu số 15. Trong ba vấn đề cuối cùng, logo trang bìa đã bị ghi đè bởi "War Machine, Weapon of SHIELD",  dẫn đến sự ra mắt của loạt phim War Machine đang diễn ra. 
The Invincible Iron Man của nhà văn Matt Fraction và nghệ sĩ Salvador Larroca , bắt đầu với số phát hành đầu tiên vào tháng 7 năm 2008.  Trong bảy tháng trùng lặp, Marvel đã xuất bản đồng thời cả tập bốn và tập năm.  Tập Invincible này đã tăng số lượng phát hành từ # 33 lên # 500, bìa ngày tháng 3 năm 2011, để phản ánh sự khởi đầu từ số ra mắt của tập một vào năm 1968.
Sau khi kết thúc Người sắt bất khả chiến bại, một loạt phim Người sắt mới đã được bắt đầu như một phần của Marvel Now! . Được viết bởi Kieron Gillen và được minh họa bởi Greg Land , nó bắt đầu với số 1 vào tháng 11 năm 2012. 
Nhiều tác phẩm về Người sắt hàng năm , truyện ngắn và tiêu đề one-shot đã được xuất bản trong nhiều năm, chẳng hạn như Age of Innocence: The Rebirth of Iron Man (tháng 2 năm 1996), Iron Man: The Iron Age # 1–2 (tháng 8 - tháng 9 năm 1998 ), Iron Man: Bad Blood # 1–4 (tháng 9 - tháng 12 năm 2000), Người sắt House of M # 1–3 (tháng 9 - tháng 11 năm 2005), Fantastic Four / Iron Man: Big in Japan # 1–4 (tháng 12 năm 2005 - tháng 3 năm 2006), Người sắt: Người không thể phục vụ # 1–6 (tháng 2 - tháng 7 năm 2006), Người sắt / Đội trưởng Mỹ: Thương vong của chiến tranh (tháng 2 năm 2007), Người sắt: Hypervelocity# 1–6 (tháng 3 - tháng 8 năm 2007), Iron Man: Enter the Mandarin # 1–6 (tháng 11 năm 2007 - tháng 4 năm 2008), và Iron Man: Legacy of Doom (tháng 6 - tháng 9 năm 2008). Các ấn phẩm đã bao gồm các phần ngoại truyện như Iron Man 2020 một lần (tháng 6 năm 1994), có một Người Sắt khác trong tương lai và các bộ phim hoạt hình chuyển thể từ Marvel Action Hour, Với sự góp mặt của Người Sắt # 1–8 (tháng 11 năm 1994 - Tháng 6 năm 1995) và Marvel Adventures Iron Man # 1–12 (tháng 7 năm 2007 - tháng 6 năm 2008).

## Người Sắt trên các phương tiện truyền thông khác

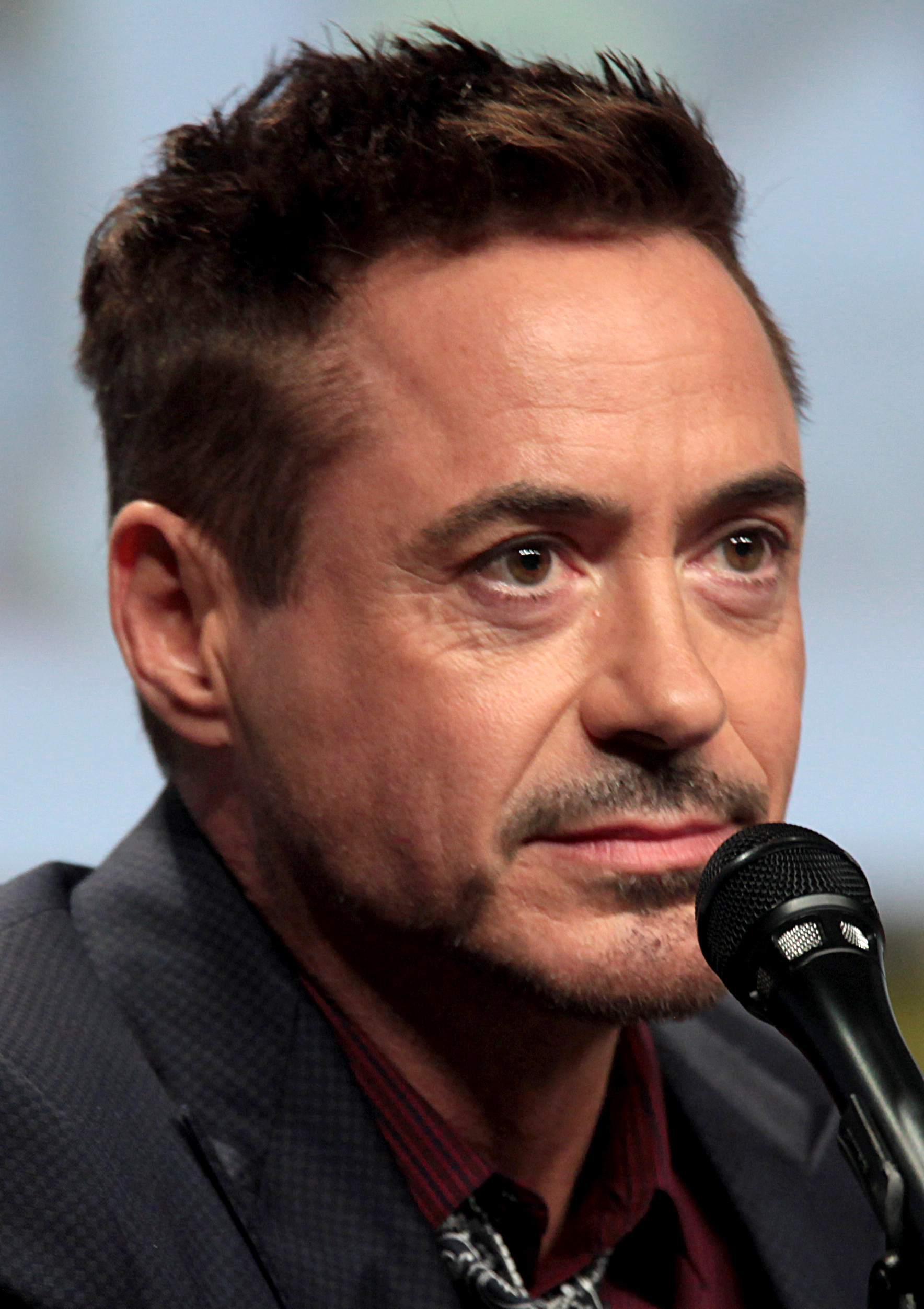
Robert Downey Jr. vào vai Tony Stark trong các bộ phim thuộc Vũ trụ Điện ảnh Marvel.

## Tiểu sử nhân vật hư cấu